# Reacción irreversible
Una reacción irreversible es una reacción química que se hace prácticamente en un solo sentido. En este tipo de reacciones la velocidad de la reacción inversa es despreciable respecto de la velocidad de la reacción directa. Y en algunas reacciones como en las de combustión prácticamente nula.

## Reacción irreversible
La reacción ocurre hasta que se agota al menos uno de los reactivos, que se llama «reactivo limitante».
Puede simbolizarse con la siguiente ecuación química:
{\displaystyle a{\mbox{A}}+b{\mbox{B}}\rightarrow c{\mbox{C}}+d{\mbox{D}}\,\!}
Esta sería la ecuación de dos sustancias que reaccionan entre sí para dar dos productos, a, b y c, d son los coeficientes estequiométricos, el número de moles relativos de los reactivos A, B y de los productos C, D respectivamente. La flecha indica un único sentido para la reacción.
Las reacciones de combustión son un ejemplo de reacciones irreversibles, en las que K puede tomar valores enormes.
Por ejemplo el petróleo –que podemos simbolizar con {\displaystyle \scriptstyle C_{n}H_{m}\,\!}, o la madera, arden en presencia de oxígeno (O2) para transformarse principalmente en dióxido de carbono (CO2) y agua (H2 O), liberando energía térmica (reacción exotérmica). Estos productos necesitarán de procesos biológicos de fotosíntesis para volver a transformarse en substancias orgánicas, pero no se transformarán de forma espontánea en los reactivos originales.
Las reacciones de los hidrocarburos (por ejemplo el petróleo y sus derivados) pueden representarse de esta manera: 
{\displaystyle {\rm {C_{n}H_{m}+\left(n+{\frac {m}{4}}\right){\rm {O_{2}\longrightarrow n{\rm {CO_{2}+{\frac {m}{2}}{\rm {H_{2}O}}}}}}}}}
Otra reacción química irreversible es aquella en la que uno de los productos, al menos, escapa del sistema reaccionante, por ejemplo, como lo hace el dióxido de carbono (volátil) en la reacción siguiente:
{\displaystyle {\rm {CaCO_{3}+2HCl\longrightarrow CaCl_{2}+H_{2}O+CO_{2}\,\!}}}
Cuando la constante de equilibrio de una reacción reversible es muy grande, a los fines prácticos puede considerarse que es irreversible y que ocurre en una sola dirección. Aun cuando en el equilibrio exista una reacción inversa, ésta será insignificante.
Esto último puede ser considerado un caso extremo, "casos especiales" de reacciones reversibles, aquellas en la que la constante de equilibrio es de un valor grande. Cuando el cambio de la energía libre de Gibbs es grande, también lo será la constante de equilibrio, y las concentraciones de los reactivos en el equilibrio serán muy pequeñas. Tal reacción es considerada en la práctica una reacción irreversible, aun cuando en realidad pequeñas cantidades de los reactivos estarán presentes en el sistema de reacción en el equilibrio.

### Otros ejemplos de reacciones químicas irreversibles
{\displaystyle {\rm {6O_{2}+C_{6}H_{12}O_{6}\longrightarrow 6H_{2}O+6CO_{2}\,\!}}}
En este caso la glucosa reacciona con el oxígeno (O2) para dar dióxido de carbono (CO2) y agua (H2O), liberando energía química (reacción exotérmica) que será almacenada en el ATP . Esta no es una reacción de combustión, sino de oxidación. Ocurre en la naturaleza en los cuerpos vivos que utilizan la glucosa como fuente principal de energía. El dióxido de carbono (CO2) se elimina con la respiración. Para que el dióxido de carbono (CO2) con el agua (H2O) vuelvan a convertirse en glucosa se necesitarán una serie de procesos biológicos que comienzan con la fotosíntesis
En tanto que el ejemplo anterior es un buen ejemplo de la reacción química irreversible de la química orgánica, las reacciones de los ácidos con las bases fuertes son reacciones irreversibles de la química inorgánica: 
{\displaystyle {\rm {NaOH+HCl\longrightarrow NaCl+H_{2}O\,\!}}}
Cuando una base fuerte, como lo es el hidróxido de sodio, reacciona con un ácido fuerte como el ácido clorhídrico, para dar sal (cloruro de sodio) (NaCl) y agua, la constante de equilibrio es tan grande que la reacción inversa prácticamente no ocurre.
SURK